# Chrysops hubbardi
Chrysops hubbardi är en tvåvingeart som beskrevs av Pringle 1967. Chrysops hubbardi ingår i släktet Chrysops och familjen bromsar.
Artens utbredningsområde är Tanzania. Inga underarter finns listade i Catalogue of Life.